# Paul Wellens (cyclisme)
Pour les articles homonymes, voir Wellens.
 Paul Wellens , né le 27 juin 1952 à Hasselt, Belgique, est un coureur cycliste belge, professionnel dans les années 1970 et 1980. Ses frères Léo et Johan ainsi que son neveu Tim Wellens sont également coureurs cyclistes professionnels.

## Palmarès

### Palmarès amateur
- 1975
  - 3e étape du Tour de Navarre
  - 2e du Tour de l'Empordà
  - 2e du Triptyque ardennais
  - 3e du championnat de Belgique sur route amateurs

### Palmarès professionnel
- 1977
  - 2e étape du Tour du Pays basque
  - 15ea étape du Tour de France
  - Grand Prix d'Orchies
  - 2e du Tour du Pays basque
  - 3e du championnat de Belgique sur route
- 1978
  - Classement général du Tour de Suisse
  - Tour de France :
    -  Prix de la combativité
    - 13e étape

  - 2e du Grand Prix du canton d'Argovie
  - 6e du Tour de France
- 1979
  - 3e du Grand Prix du canton d'Argovie
  - 8e du Tour de France
  - 10e du Tour de Suisse
- 1980
  - 2e du Tour du Limbourg
  - 2e du Grand Prix Pino Cerami
  - 7e du Critérium du Dauphiné libéré
  - 9e du Tour de Suisse
- 1981
  - 2e du Grand Prix de la ville de Vilvorde
- 1983
  - 9e du Tour de Suisse

## Résultats dans les grands tours

### Tour de France
8 participations
- 1976 : 69e
- 1977 : 30e, vainqueur de la 15ea étape
- 1978 : 6e,  vainqueur du prix de la combativité, vainqueur de la 13e étape
- 1979 : 8e
- 1980 : 56e
- 1981 : 14e
- 1982 : non-partant (18e étape)
- 1985 : 32e

### Tour d'Espagne
3 participations
- 1976 : 33e
- 1977 : 28e
- 1982 : 16e

### Tour d'Italie
2 participations 
- 1983 : 53e
- 1984 : 51e